# Bibliothèque nationale et universitaire (Strasbourg)
Pour les articles homonymes, voir Bibliothèque nationale et universitaire et BNU.
La Bibliothèque nationale et universitaire de Strasbourg (BNU) est une bibliothèque ayant le statut d'Établissement public à caractère administratif. La BNU est, depuis 1918, la seconde de France par le nombre des ouvrages conservés (plus de trois millions de documents comprenant monographies et périodiques imprimés, manuscrits précieux, objets patrimoniaux) et l'un des plus beaux[non neutre] fonds patrimoniaux de France.  
Elle est située place de la République, au cœur de la Neustadt, dans un bâtiment réalisé par les architectes August Hartel et Skjold Neckelmann. 
L'édifice fait l'objet d'une inscription et d'un classement au titre des monuments historiques depuis le 10 novembre 2004.

## Historique

### Création et intégration à la France

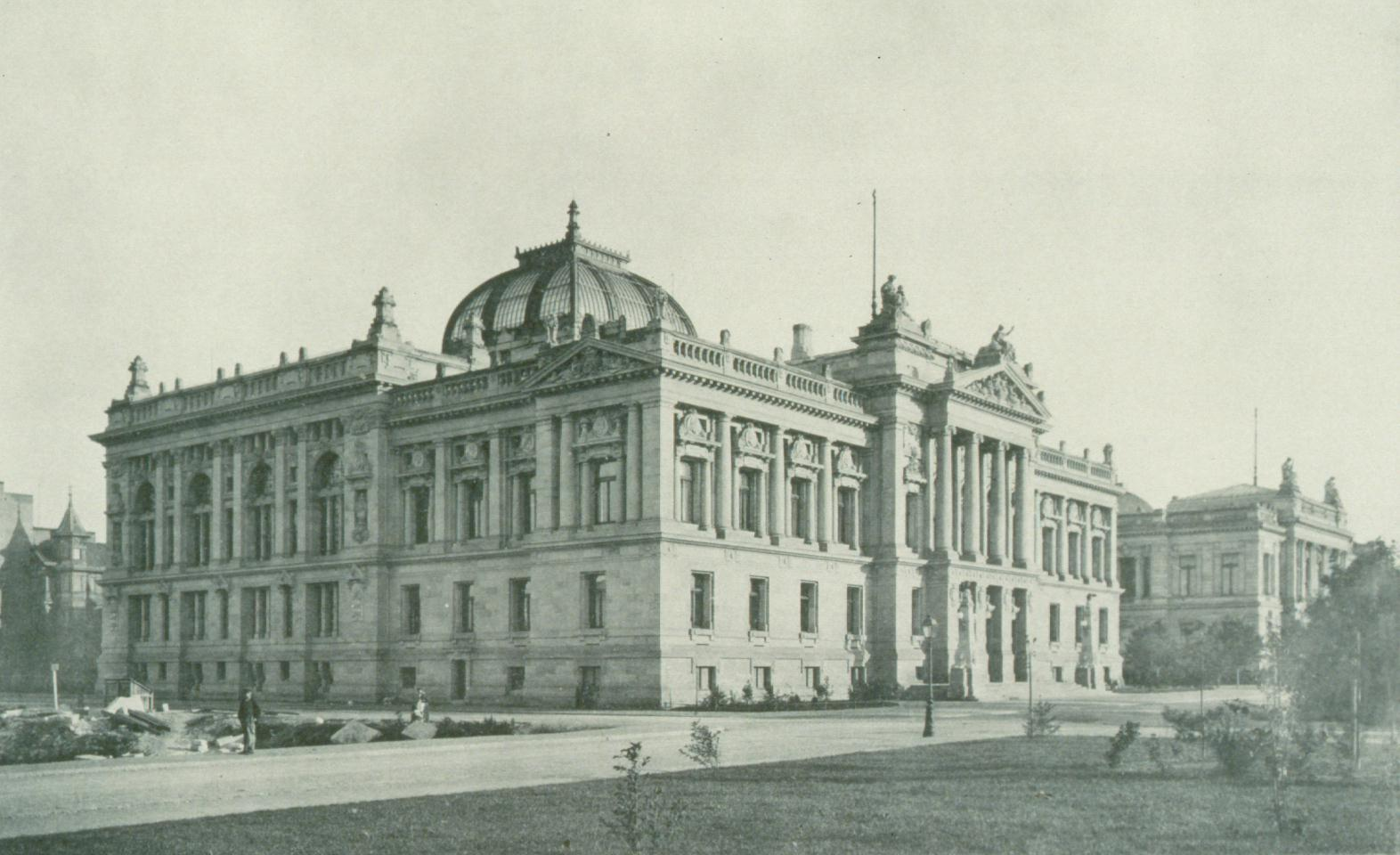
La KULBS lors de son ouverture en 1895.

Avant 1870, Strasbourg disposait déjà de collections remarquables. Deux bibliothèques, surtout, s'y distinguaient : la bibliothèque du séminaire protestant, d'une part, dont l'origine remontait au Gymnase Jean-Sturm (XVIe siècle) et devenu en 1621 l'université protestante et, d'autre part, la bibliothèque municipale créée au XVIIIe siècle à partir de l'achat de la bibliothèque privée de l'historien strasbourgeois Jean-Daniel Schoepflin (1694-1771).
En 1870, ces deux bibliothèques rassemblent plus de 300 000 volumes, dont au moins 3 446 manuscrits parmi lesquels une encyclopédie de la connaissance médiévale réalisée au XIIe siècle sous la direction de l'abbesse Herrade de Landsberg, l'Hortus deliciarum. Cet ouvrage prenait place aux côtés d'œuvres non moins remarquables telles celles de Maître Eckhart, Jean Tauler ou Konrad von Würzburg et dont aujourd'hui il ne reste plus rien.
Dans la nuit du 24 au 25 août 1870, l'église du Temple-Neuf, bombardée, brûle intégralement emportant avec elle la totalité des deux collections que nous venons d'évoquer,. Parmi la communauté des savants et des universitaires, le choc provoqué par cette destruction amène à un appel aux dons, lancé le 30 octobre 1870 par Karl August  Barack, d'abord bibliothécaire des princes de Fürstenberg puis le premier administrateur de la bibliothèque strasbourgeoise recréée. Cet appel est un succès. Lors de son inauguration, le 9 août 1871, 200 000 volumes sont déjà disponibles et installés au Palais Rohan. La bibliothèque prend alors le nom de Kaiserliche Universitäts- und Landesbibliothek zu Strassburg (KULBS) par une déclaration officielle du 19 juin 1872, confirmée par un décret impérial du 29 juillet 1891. Le château s'avère rapidement trop étroit et trop peu sûr pour abriter les collections. Le 29 novembre 1895, la bibliothèque intègre officiellement le bâtiment de style néo-Renaissance italienne, situé place de la République (alors Kaiserplatz). 
Les collections qui vont rapidement affluer détermineront largement l'influence que la BNU exerce aujourd'hui dans l'aire culturelle germanique. Parmi les plus notables, il faut relever d'emblée l'envoi par la bibliothèque universitaire de Königsberg (aujourd’hui Kaliningrad) de 40 000 doubles précieux (dont 27 incunables) ultimes témoignages désormais de cette bibliothèque, intégralement anéantie durant la Seconde Guerre Mondiale.
Se sont joints au mouvement les bibliothèques universitaires ou régionales de Göttingen, Munich, Dresde, Heilbronn, Schweinfurt et de nombreux libraires. L'empereur Guillaume Ier a lui-même offert 4 000 volumes de sa collection personnelle. En 1875, on comptait 2 750 donateurs et, en 1879, la bibliothèque possédait 386 073 volumes, devenant la quatrième bibliothèque d'Allemagne. Dès les premières années de fonctionnement, la bibliothèque s'est résolument orientée vers une attentive réponse aux besoins de la recherche, déléguant aux bibliothèques des instituts la fonction d'étude. Sous la direction de Julius Euting, la Bibliothèque universitaire de Strasbourg a constitué l’un des fonds d’orientalisme les plus riches d’Europe.

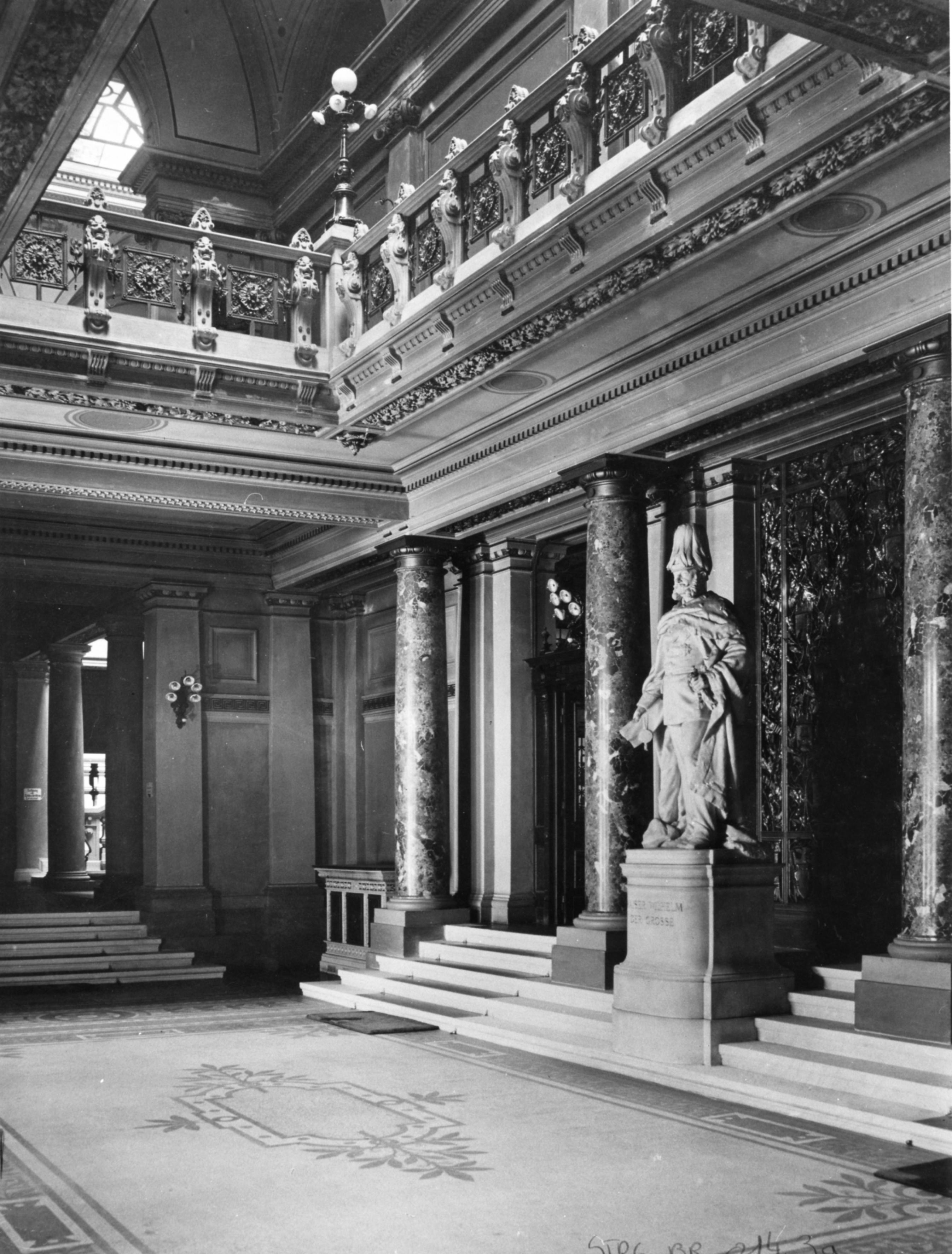
Vue du hall de la BNU en 1895 cliché BNU.
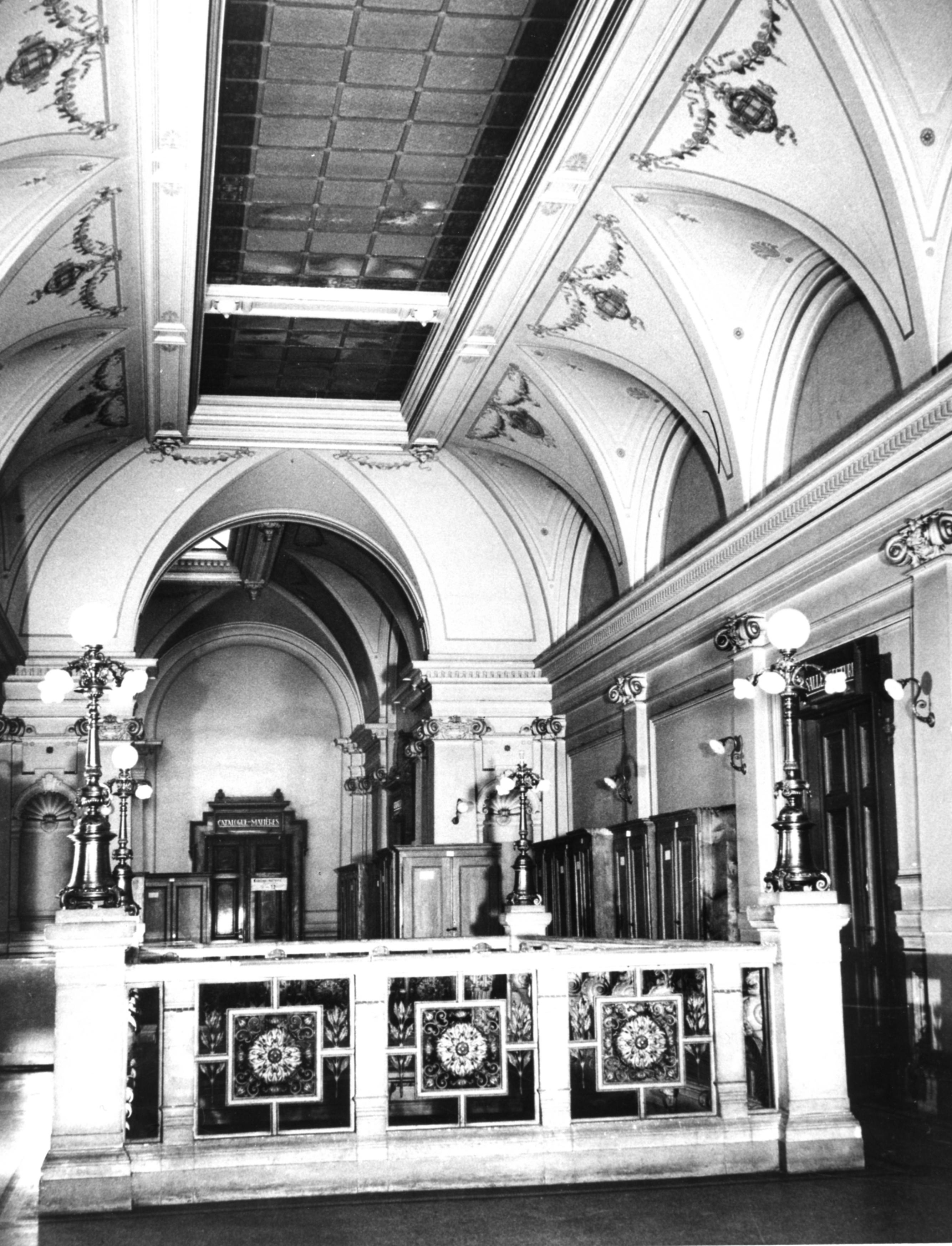
Coursive du hall d'entrée de la BNU en 1919 cliché BNU.
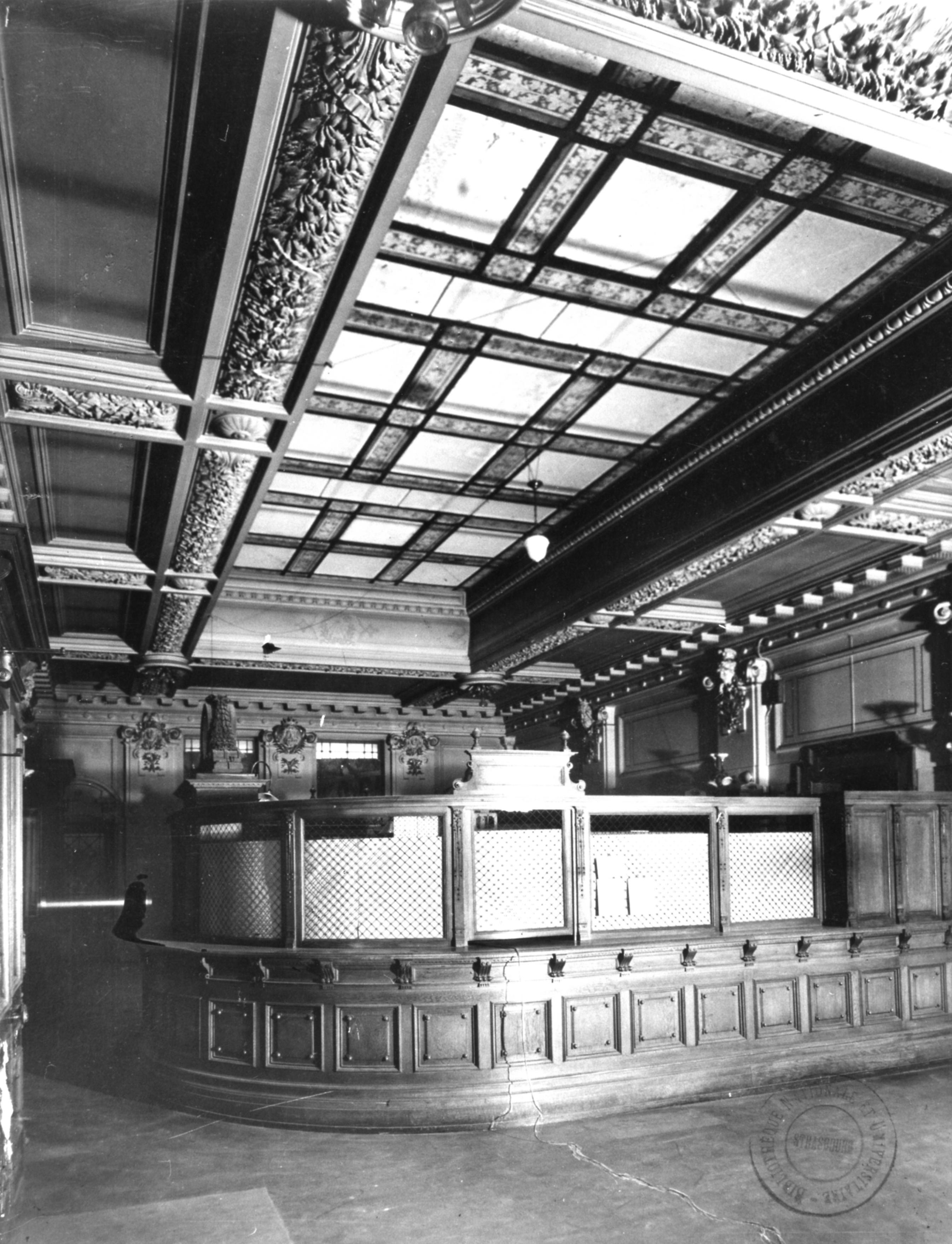
Banque de prêt au début du XXe siècle cliché BNU.
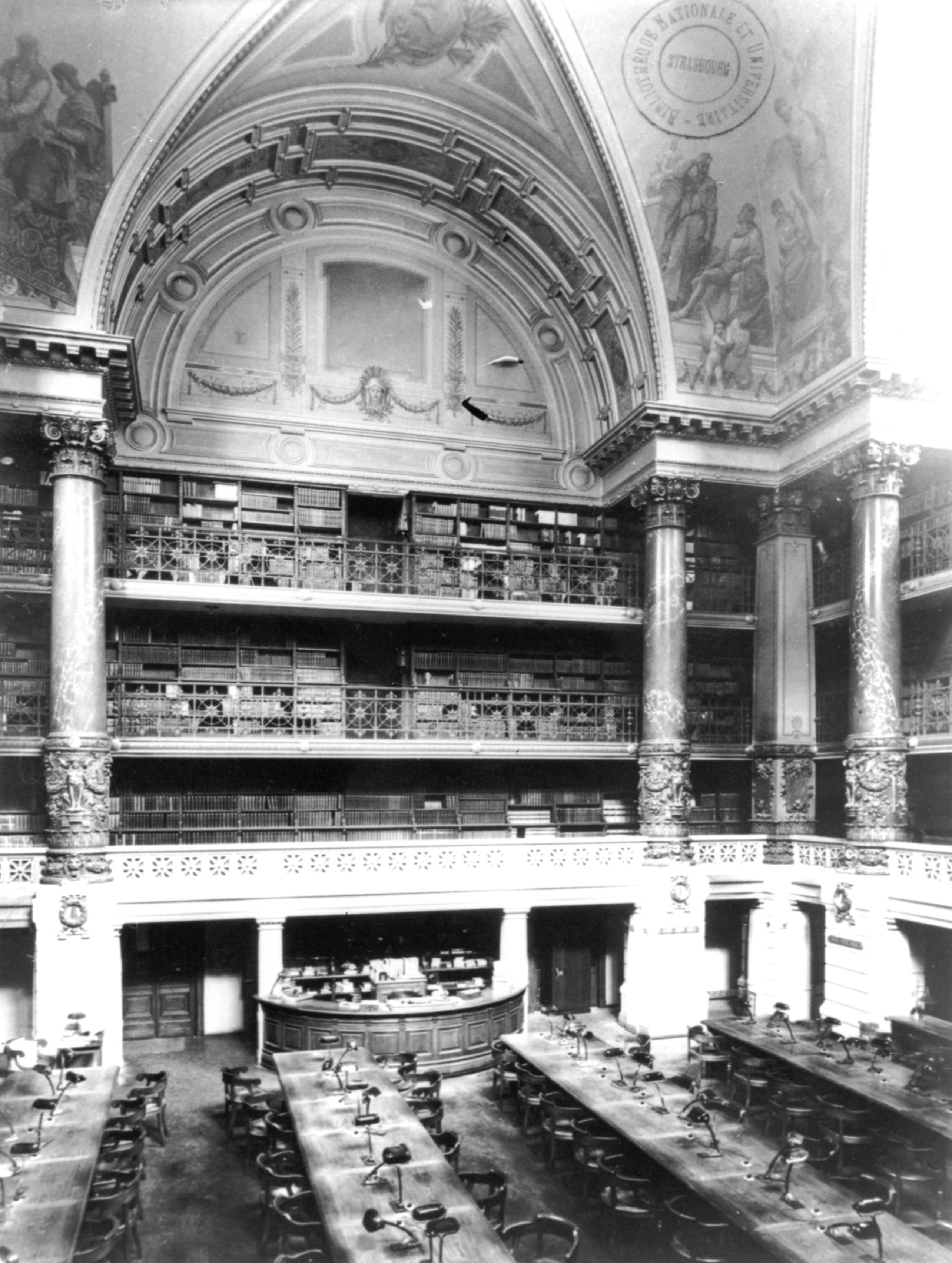
Salle de lecture lors de l'ouverture en 1895 cliché BNU.
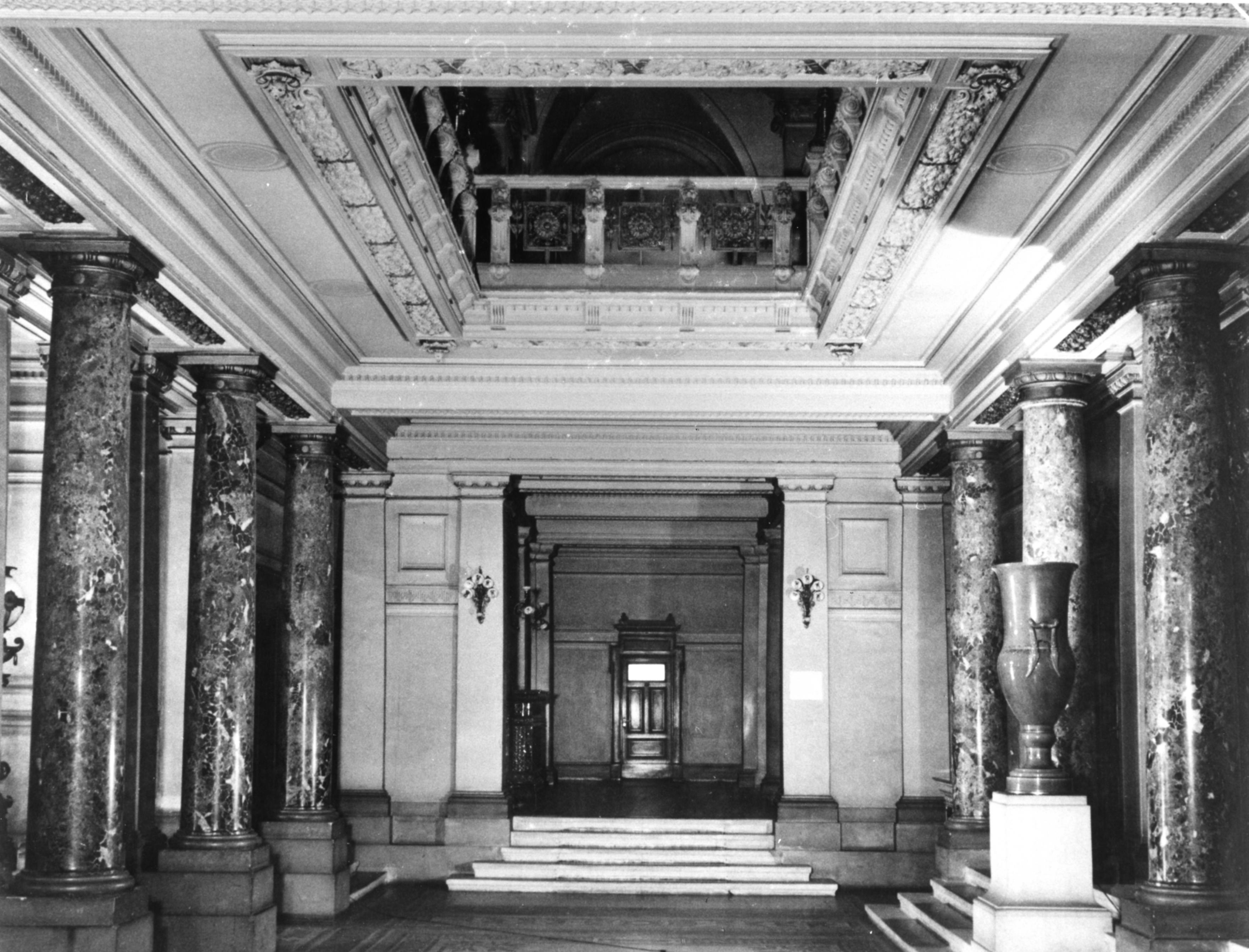
Vue du hall de la BNU en 1919 cliché BNU.
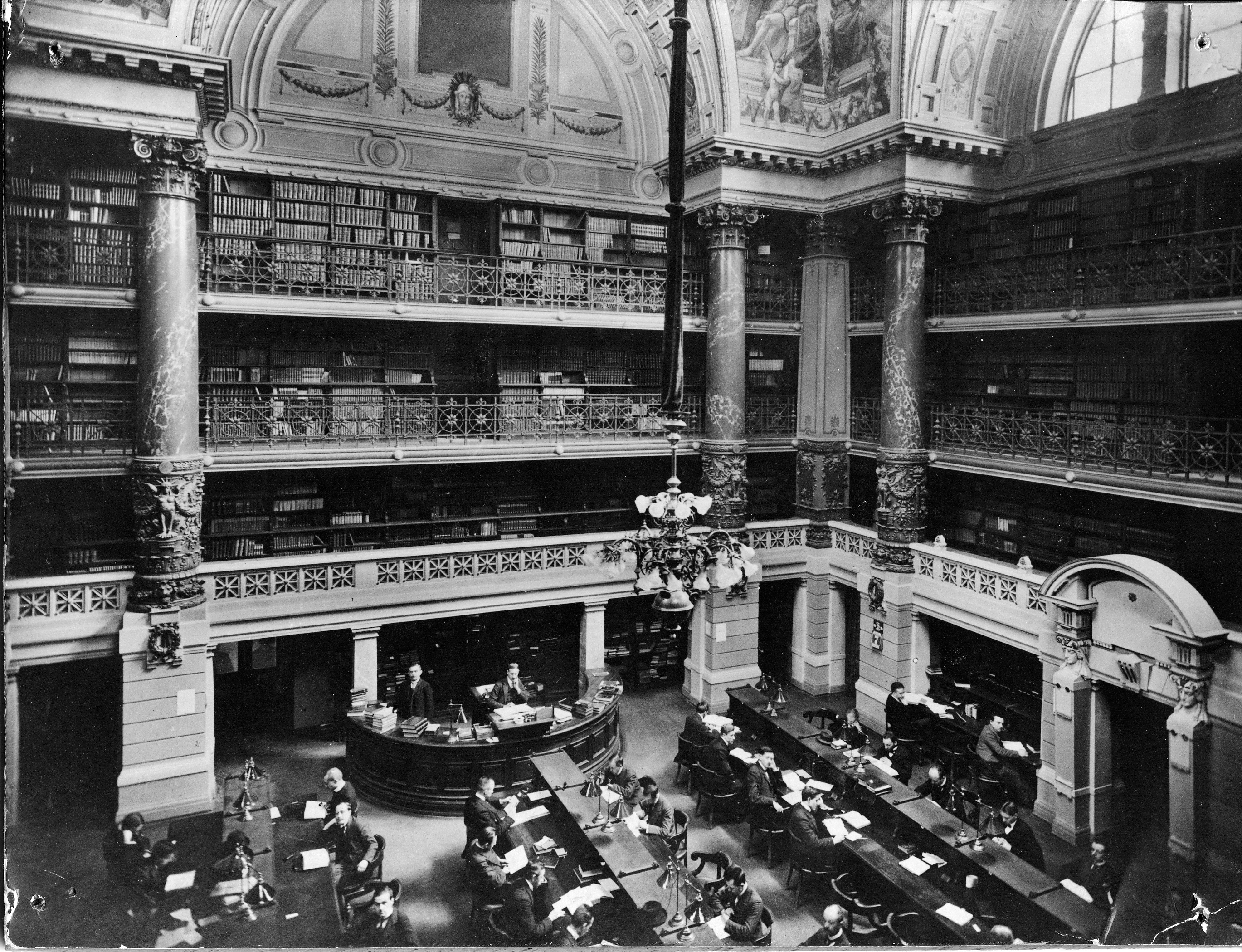
Salle de lecture après 1918 cliché BNU.
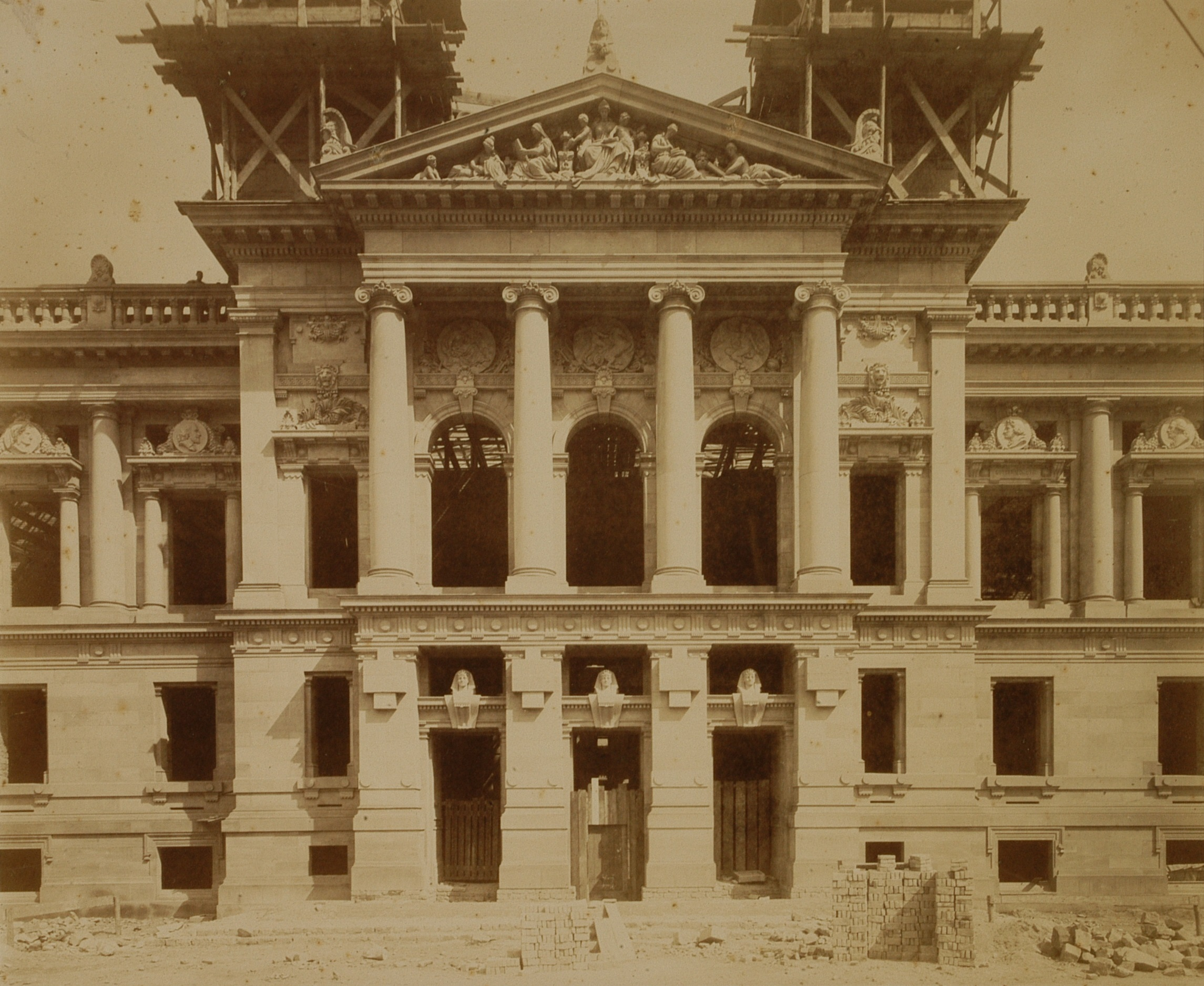
La BNU lors de sa construction 1890-93 cliché BNU.
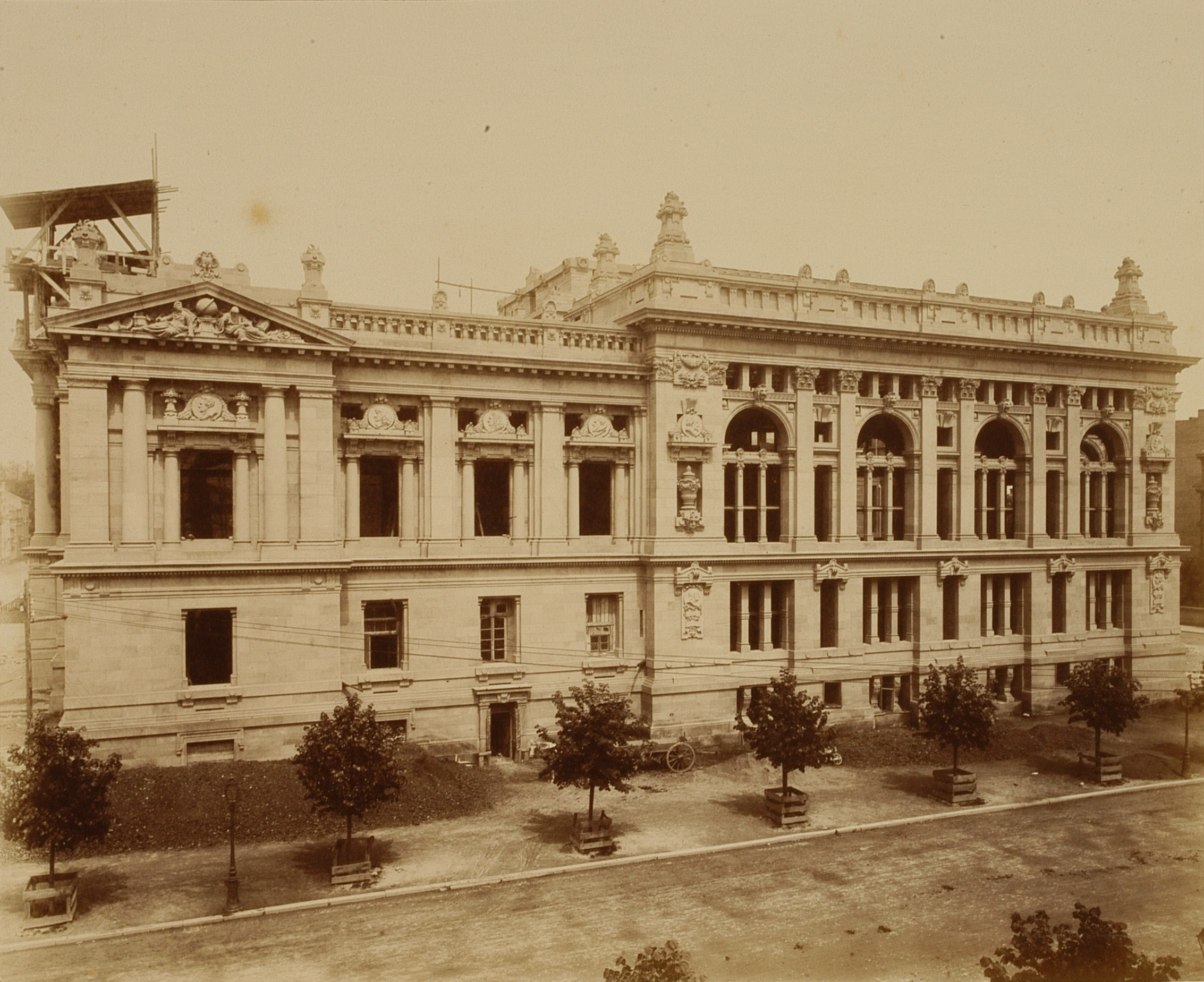
La BNU lors de sa construction 1890-93 cliché BNU.

Après la Première Guerre mondiale et le retour à la France des territoires perdus en 1870, la question de l'avenir de la Bibliothèque s'est posée. La nature singulière de la bibliothèque rendait complexe son intégration dans le paysage institutionnel français. Après plusieurs années d'hésitation, le gouvernement français se décide de maintenir le caractère atypique de la bibliothèque. C'est ainsi qu'un décret du 23 juillet 1926 fait de cette bibliothèque un établissement public national.

### Durant la Seconde Guerre mondiale
Pendant la Seconde Guerre mondiale, suivant les directives données par le ministère de l'Instruction publique et le ministère de l'Enseignement supérieur, les bibliothèques françaises se replient vers les zones moins proches des éventuels lieux de bataille. la grande majorité des collections est transférée, suivant le mouvement de l'université de Strasbourg vers Clermont-Ferrand. Depuis 1933, la BNU a organisé sous l'impulsion de son administrateur d'alors, Ernest Wickersheimer, un plan de déplacement. La ville de Strasbourg est évacuée le 2 septembre 1939. À la suite des habitants, 1,5 million de volumes de la BNU ainsi que les bibliothèques des instituts de l'université seront déménagés vers le sud. « L'administrateur mobilisé délègue ses pouvoirs à la bibliothécaire Mme Kuhlmann, qui fait mettre en caisses en à peine plus de trois jours, grâce aux procédures éprouvées en 1938, la Réserve, la collection numismatique et les archives administratives, évacuées en 264 caisses le 30 août 1939 ». Divers lieux de stockage sont retenus dans le Puy-de-Dôme pour abriter les collections les plus précieuses, en particulier trois châteaux autour de Clermont-Ferrand : le château des Quayres, le château de Cordès et le château de Theix à Saint-Genès-Champanelle ainsi qu'à Châteaugay et Pont-du-Château. D'autres collections sont mises « à l'abri » ultérieurement dans différents endroits, en Alsace par exemple (commune de Barr). 

Clichés Bibliothèque nationale et universitaire de Strasbourg
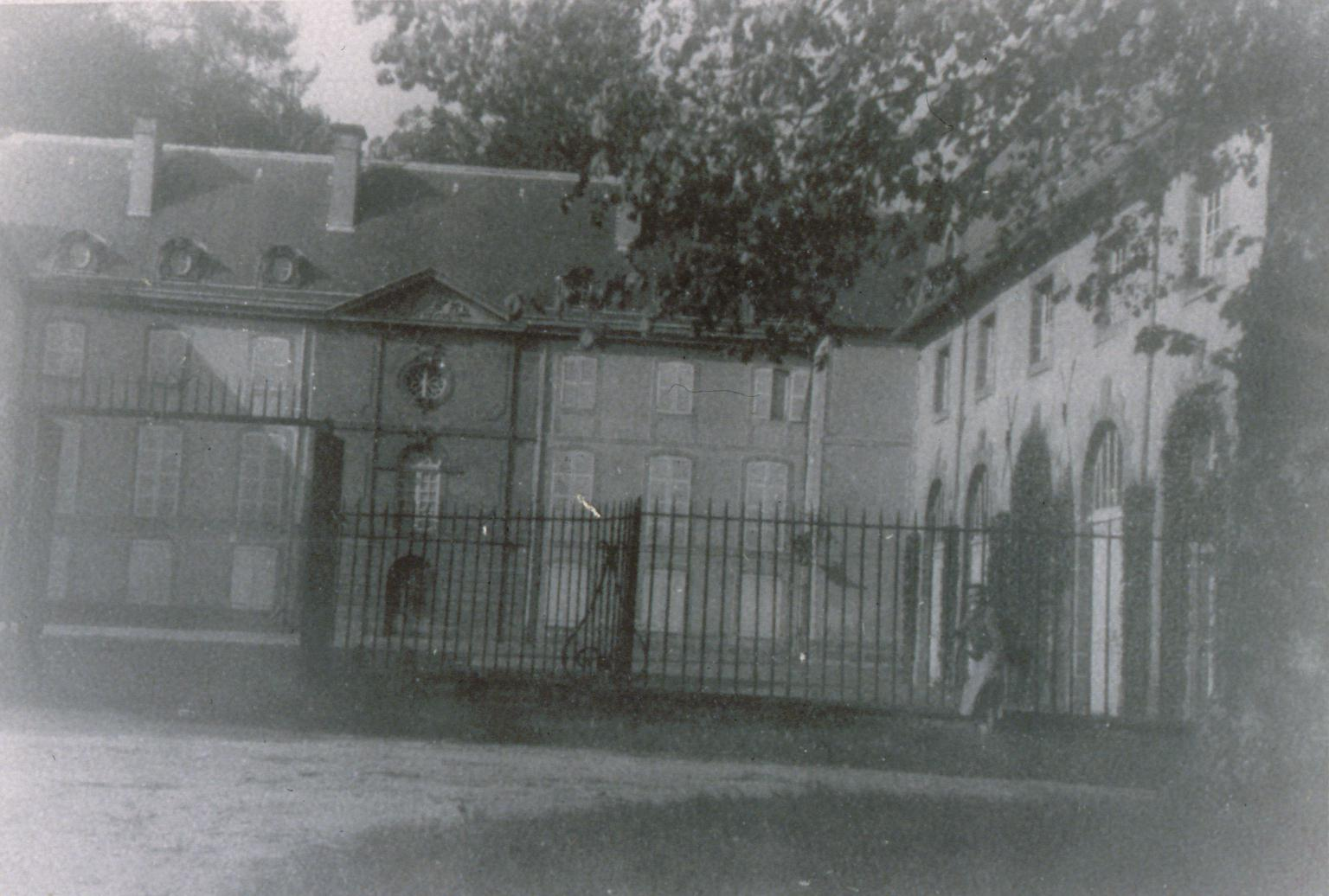
Salle des fêtes du château de Theix qui accueillit une partie des ouvrages de la BNU lors de son transfert en 1939.
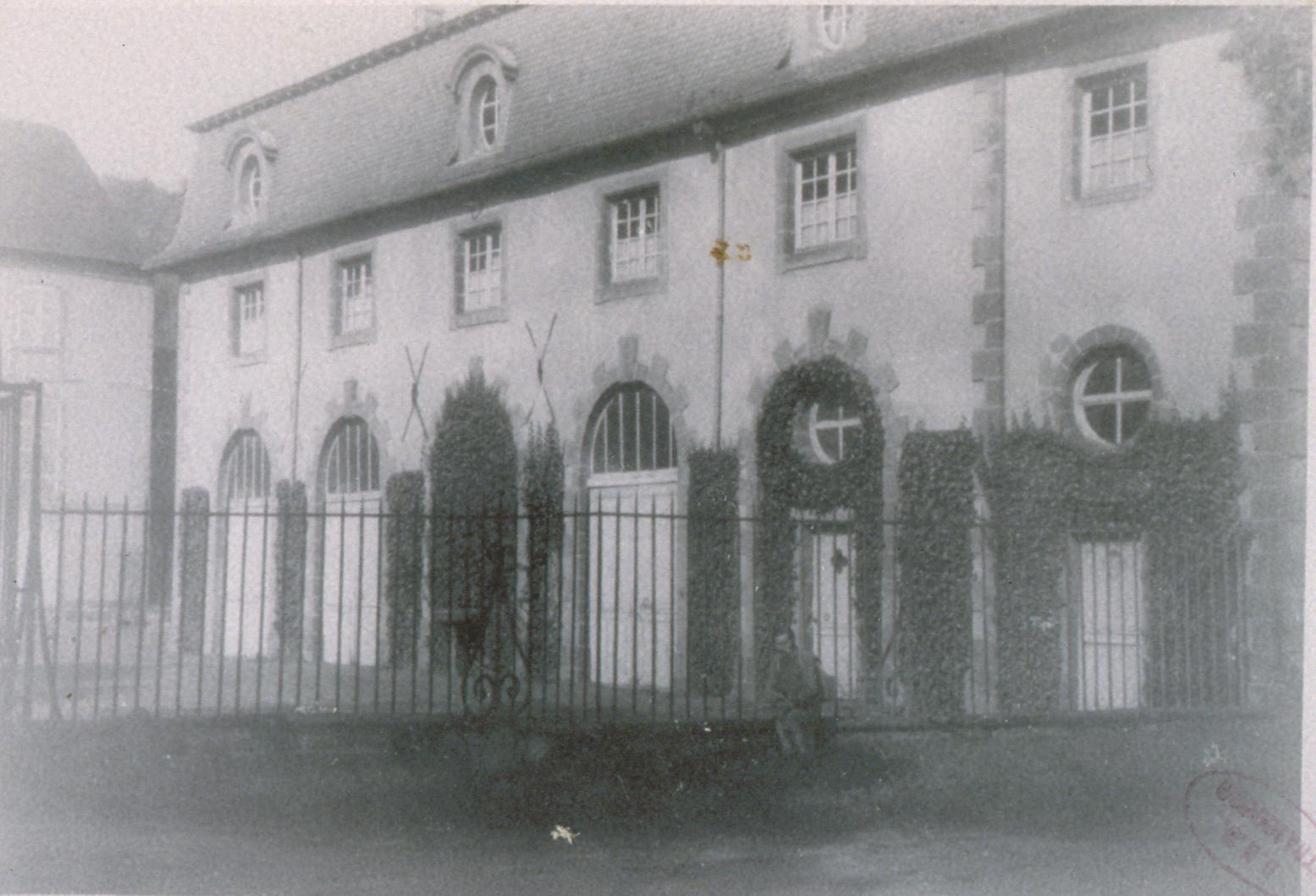
Autre vue de la salle des fêtes du château de Theix.
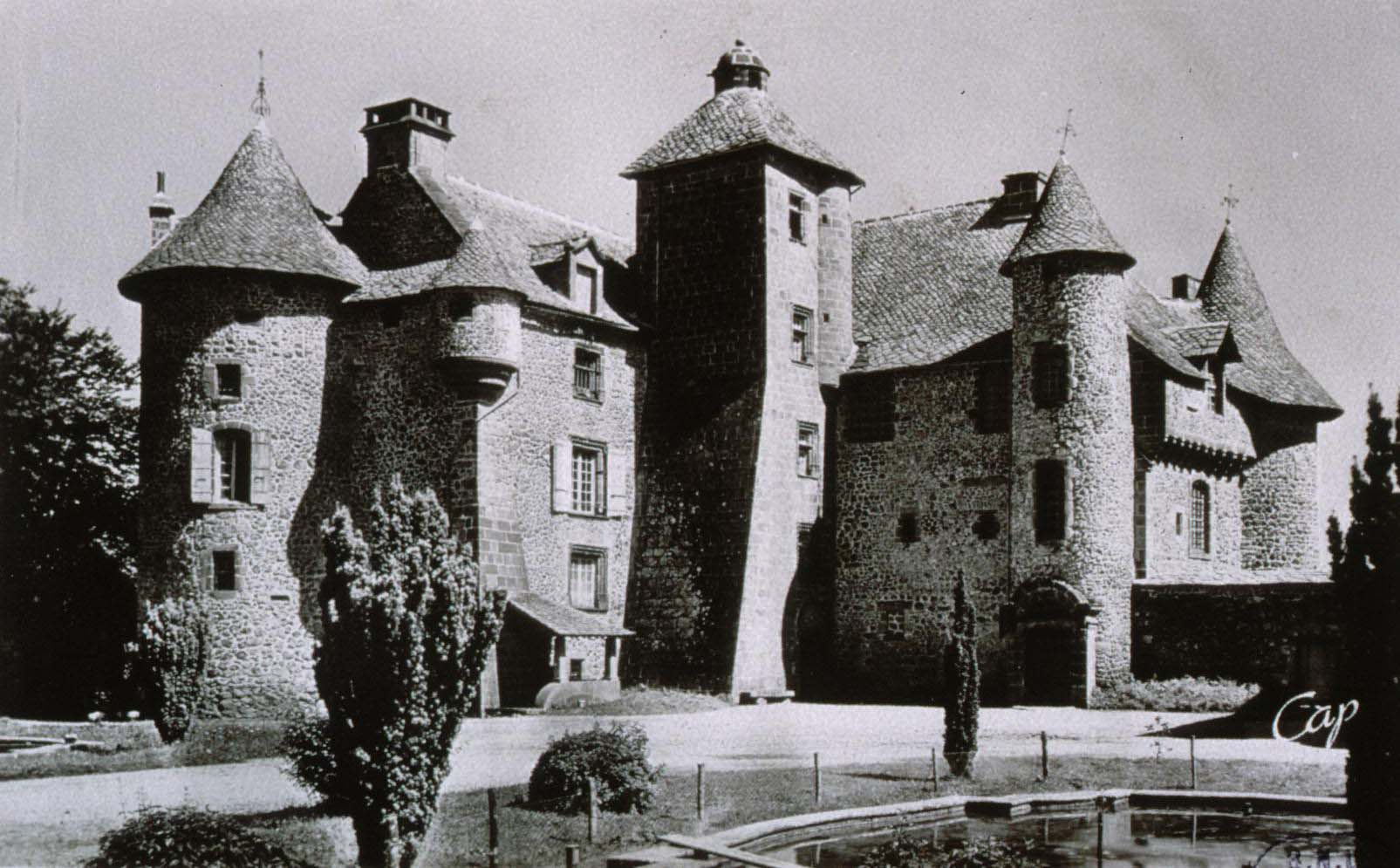
Château de Cordès, lieu de transfert de la Bibliothèque nationale et universitaire de Strasbourg de mars 1939 à octobre 1941.
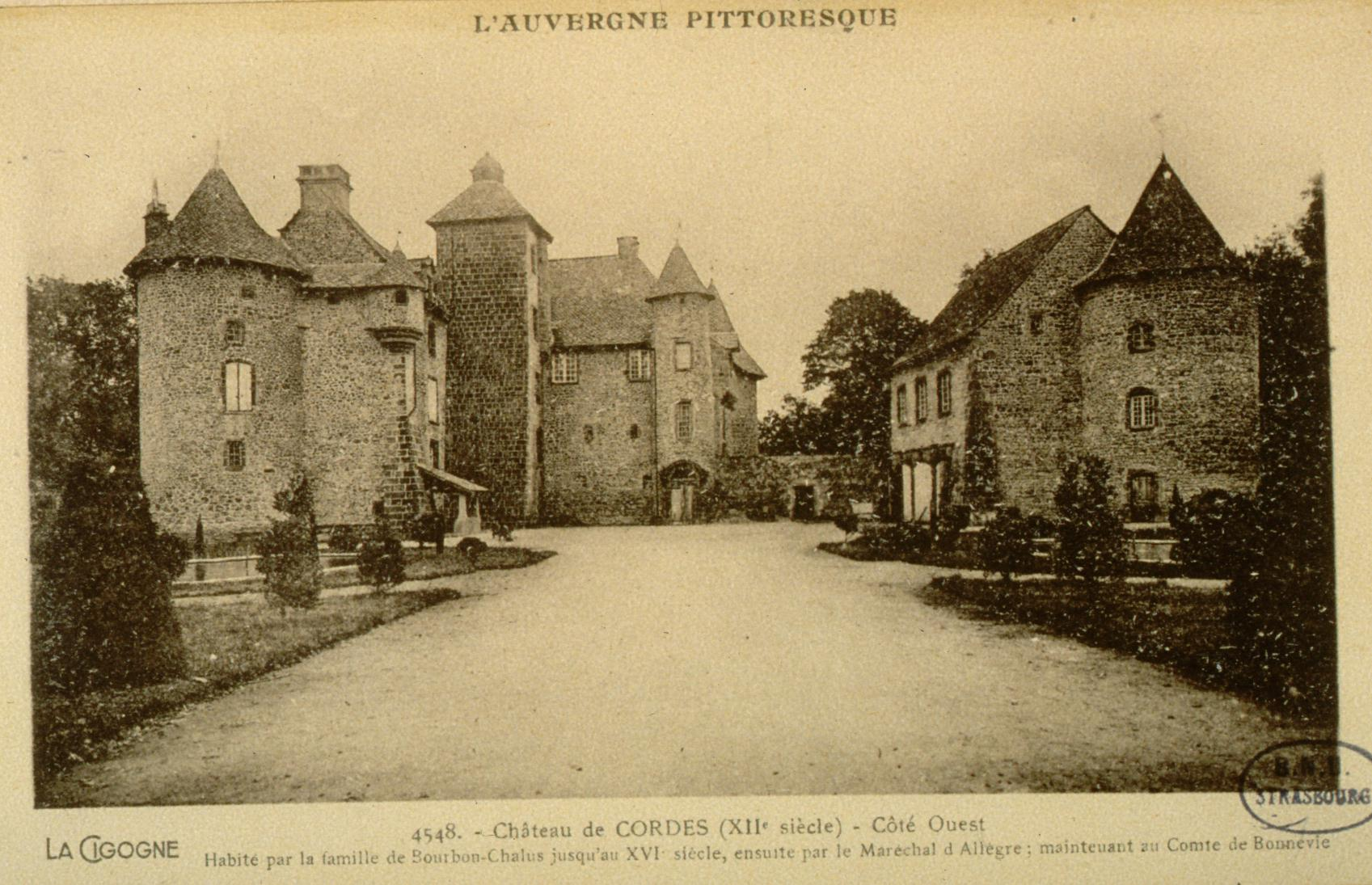
Château de Cordès près d'Orcival.

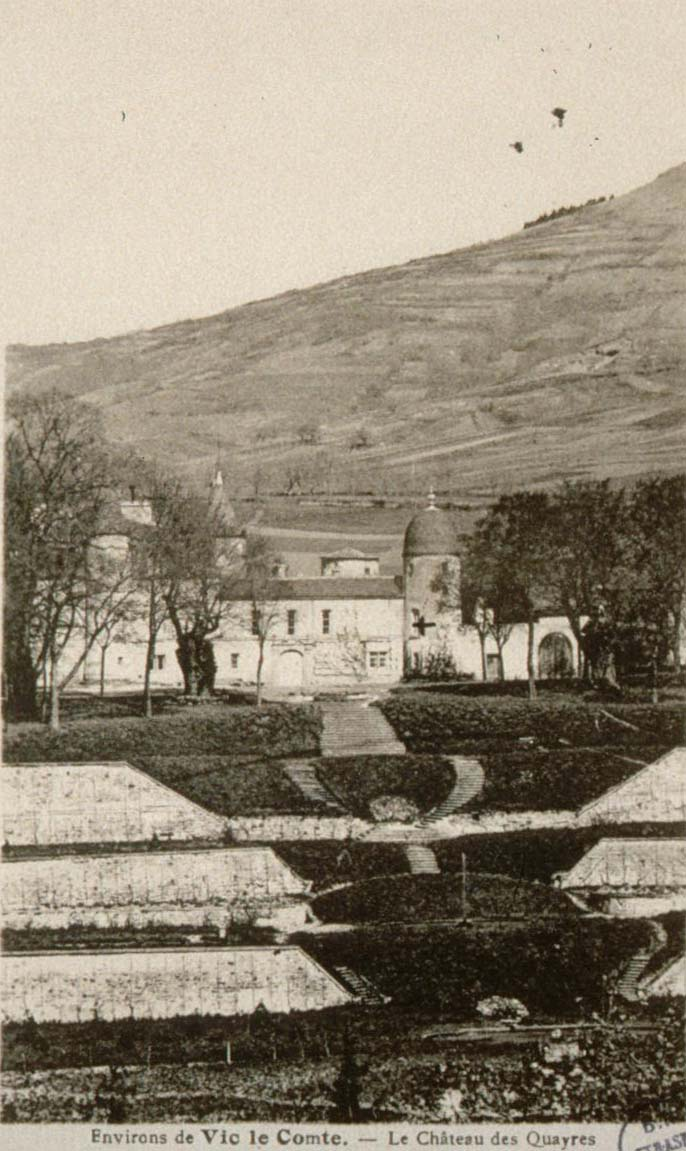
Château des Quayres près de Vic-le-Comte.
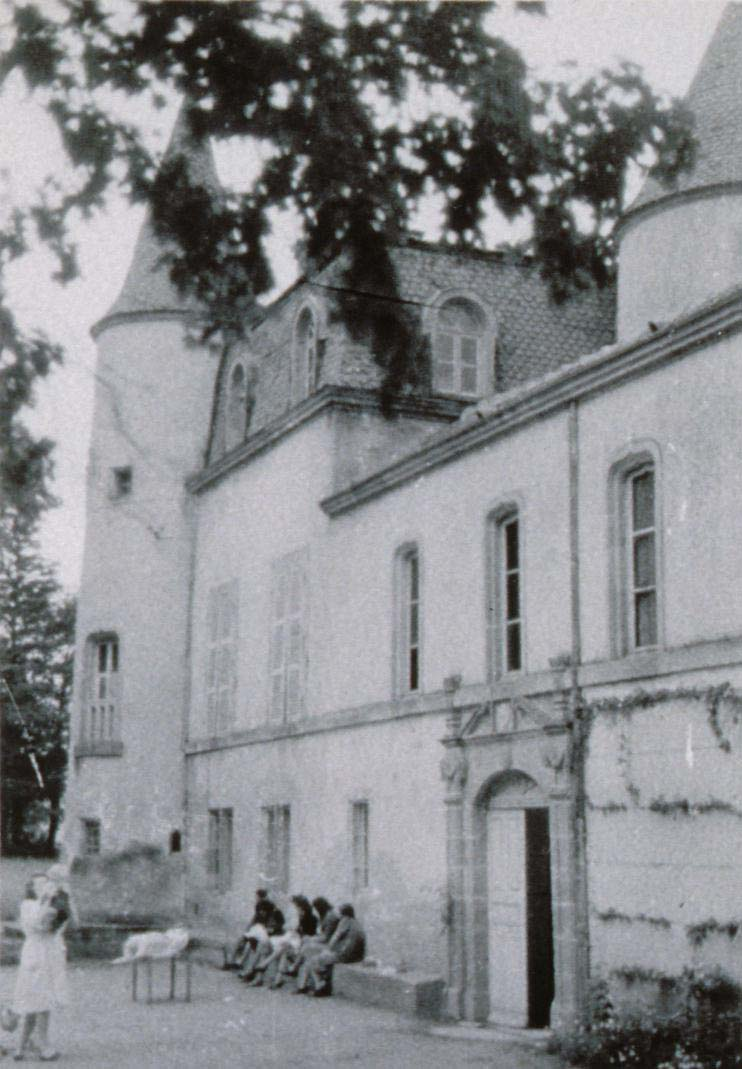
Château des Quayres, maison maternelle.
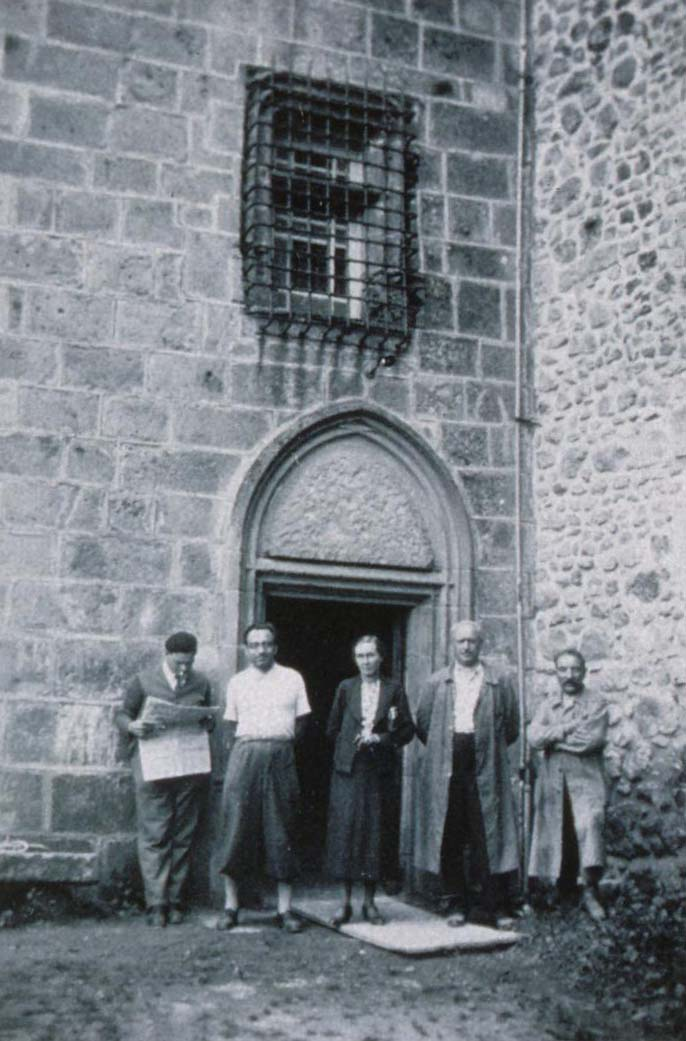
Personnel de la BNU de Strasbourg, devant le château de Cordès où avait été évacuée la bibliothèque en 1939.
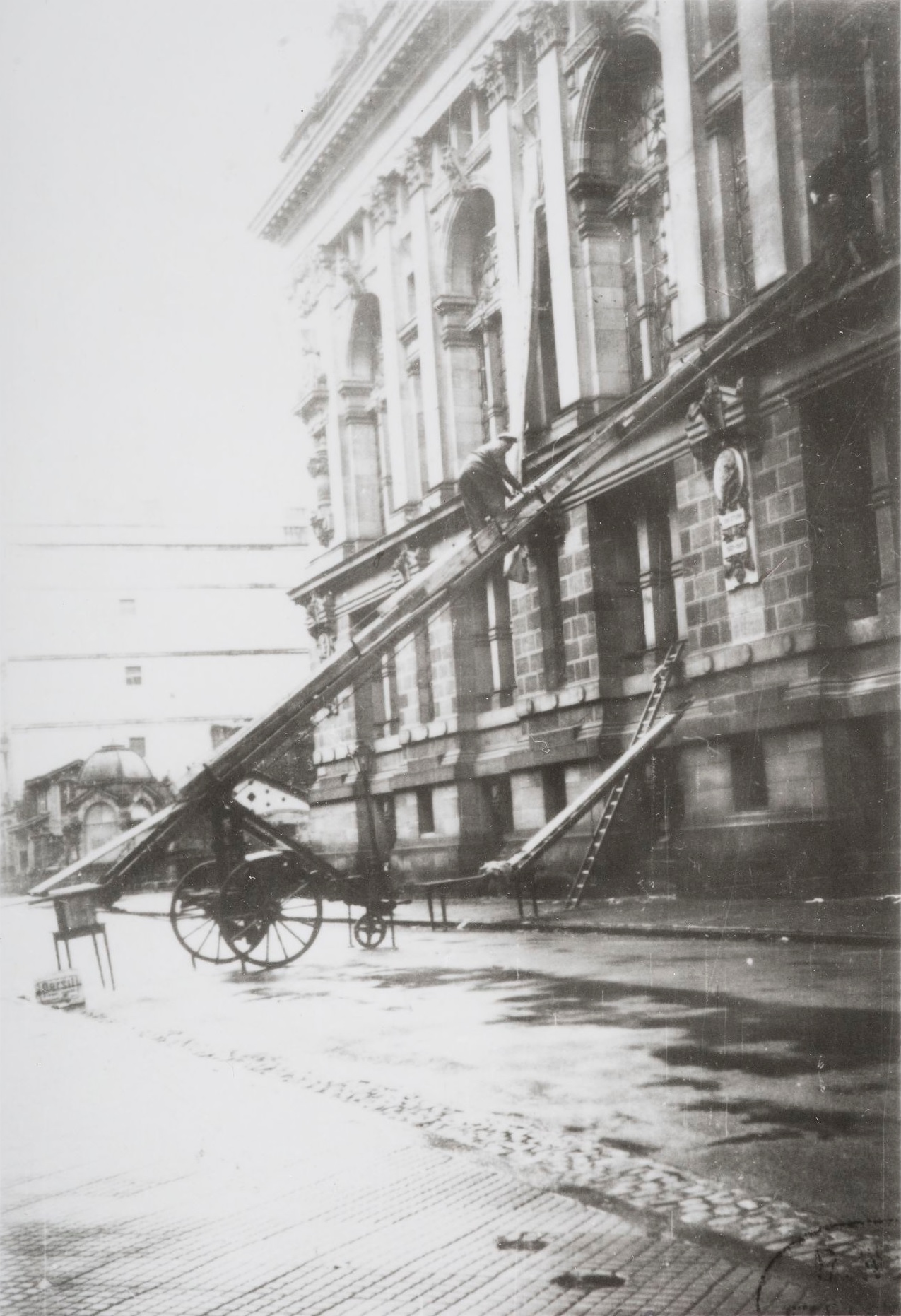
L'évacuation de la BNU en vue de son transfert en Auvergne (septembre 1939-mars 1940) Image fixe : côté nord du bâtiment (rue Joffre).

Dans sa partie nord, le bâtiment se trouvant place de la République est légèrement touché par un bombardement durant le mois de septembre 1944 : celui-ci provoque des dégâts sensibles, sans pour autant atteindre les façades. On déplorera à la suite de ce bombardement la perte de 200 000 volumes des collections. La ville de Barr ayant fait l'objet d'une attaque aérienne d'une grande violence, les collections entreposées là par la BNU - en particulier les riches collections de médecine, seules survivantes du désastre de 1870 - seront anéanties. Avant de quitter Strasbourg, les troupes d'occupation allemandes transfèrent vers l'intérieur du Reich d'importants ensemble de collections. À la Libération, ce ne seront pas moins de 44 caisses qui seront retrouvées au château de Zwingenberg, 33 000 volumes à la Bibliothèque d'État et universitaire de Basse-Saxe à Göttingen, et à l'université de Hohenheim. 
Les recherches se sont poursuivies dans de nombreuses régions : Hesse, lac de Constance, Forêt-Noire…
Au total, pour la période, on évalue les pertes de la BNU à 500 000 ouvrages (destructions, vols, censure). En ce qui concerne les très riches décors de l'époque wilhelmienne, la dépose sera motivée à la suite de la guerre, par un important projet de restructuration (de 1951 à 1956) qui aboutira à l'anéantissement intégral de ce décor intérieur (des sondages récents ont démontré qu'il n'existe plus aujourd'hui aucune trace de celui-ci).

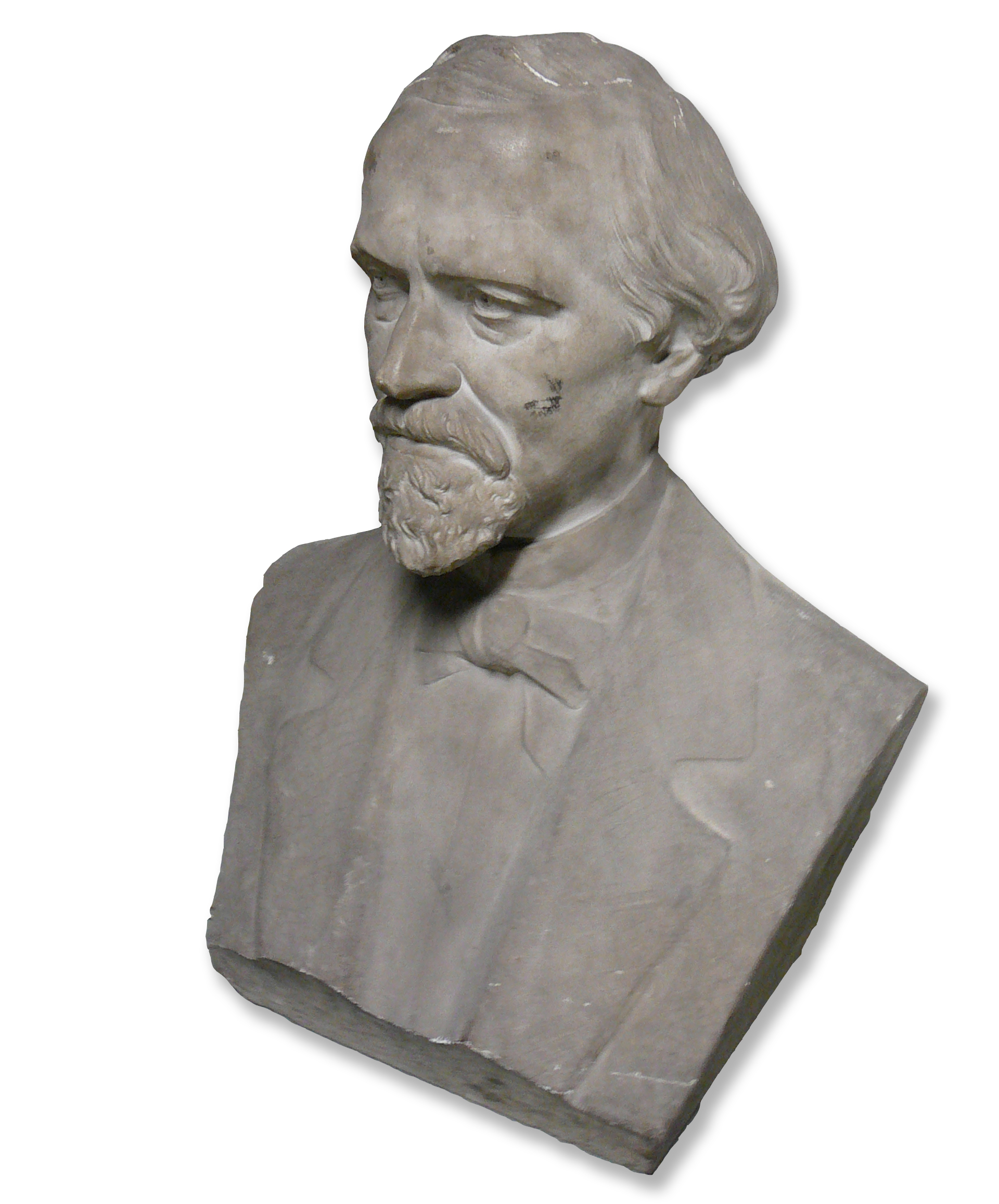
Gustav Mühl (1819-1880), premier conservateur de la section des Alsatiques entre 1874 et 1880.

### ProjetBNU Nouvelle: chantier national
L'État prépare depuis 2003 en étroite collaboration avec les collectivités territoriales un important projet de restructuration de la bibliothèque. Si l'ensemble des travaux a été estimé, à l'origine, à 50 millions, le montant total des dépenses s'élève désormais, pour le seul bâtiment de la place de la République, à 61 millions d'euros. Le complexe de bâtiments de la rue Joffre doit faire aussi l'objet d'une restructuration évaluée à 14 millions d'euros, les moyens pour ce faire n'étant, pour l'heure, pas budgétés. L'État assure la plus grande part des financements du chantier de la place de la République puisqu'il apporte 40,5 millions d'euros. Les collectivités territoriales s'engagent au côté de l'État et participent largement à ce projet en assurant de sensibles contributions, chacune apportant 6,8 millions d'euros. C'est ainsi qu'au côté de l'État, la Région Alsace, le Conseil général du Bas-Rhin et la Communauté urbaine de Strasbourg sont une nouvelle fois partenaires de la BNU.
Le concours lancé pour la restructuration des espaces intérieurs a été remporté par l'agence Nicolas Michelin ; son projet prévoit la démolition partielle des structures internes du bâtiment (planchers entre autres). L'objectif est, en particulier, de retrouver la centralité du dôme dans la structure générale, de créer une continuité entre la décoration des façades et des espaces intérieurs et de retrouver la lumière zénithale qui se diffusera à tous les plateaux grâce à l'évidement de certains murs et l'installation d'éléments métalliques réfléchissants. Des mètres carrés seront gagnés sur les cours intérieures afin d'accroître le nombre de places disponibles (de 500 à 660), le nombre d'ouvrages en libre accès (de 35 000 à 200 000) et de dédier spécifiquement certains espaces à la vie culturelle (salle d'exposition de 500 m2, auditorium de 140 places).
Les déménagements des 44 km linéaires du bâtiment République ont été organisés autour de trois emplacements : la bibliothèque municipale de la rue Kuhn (une convention a été signée avec la ville de Strasbourg à cet effet) pour quelque 5 km linéaires, le bâtiment dit Cardosi, situé 9, rue Fischart et racheté aux Archives départementales du Bas-Rhin, pour près de 20 km linéaires et un troisième emplacement se trouvant à Entzheim où plus de 32 km linéaires ont été installés.
L'achat du bâtiment rue Fischart permettra à la BNU à terme de s'agrandir et de disposer de davantage de kilomètres linéaires et de parvenir à assurer un accroissement des collections optimal (de 56 km linéaires disponibles aujourd'hui la BNU passera à 81 km linéaires en 2014). 
La fermeture du bâtiment place de la République a été officiellement faite le 1er octobre 2010. Les travaux sont prévus pour s'étendre sur trois années, la réouverture étant fixée au cours de l'année 2014. L'année 2011 a été notamment consacrée à la destruction de la plupart des planchers mais aussi au rehaussement temporaire de la coupole de 450 tonnes pour l'installation de colonnes de béton devant supporter la coupole. En 2012-2013, la construction des nouveaux espaces sera exécutée, avec, par exemple, le montage de l'escalier monumental, symbole de cet important chantier, 
Si la partie emblématique de la BNU n'est plus ouverte au public, les services ne continuent pas moins à être assurés pleinement et les documents restent tous consultables par les usagers, universitaires ou non. De la même manière, la BNU poursuit une politique d'action culturelle avec l'appui de nombreux partenaires et assure, hors les murs, expositions, conférences et activités en lien avec les collectivités et les associations étudiantes.
La BNU est rouverte au public le 22 novembre 2014 à l'occasion d'un week-end « portes ouvertes ». Son fonctionnement normal reprend le 24 novembre,.

### Directeurs et administrateurs de l'établissement
Le responsable de la bibliothèque porte le titre d'administrateur de 1926 à 2020. 
Les directeurs  (de 1870 à 1926)
- Karl August Barack, 1871-1900
- Julius Euting, 1900-1909
- Georg Wolfram, 1909-1918
- Samuel Landauer, 1918 (par intérim)
- Ch. Klein, 1918-1919 (par intérim)
- Ernest Wickersheimer, chargé de mission 19 février 1919-23 mars 1920, puis titulaire, 1920-1926

Les administrateurs (1926-2020) puis de nouveau directeur
- Ernest Wickersheimer, 1926-1950 (à Clermont-Ferrand de 1941-1945)
- Albert Schmitt-Claden, 1940- avril 1941 (à Strasbourg)
- Karl Julius Hartmann, 1941-1945 (à Strasbourg)
- Maurice Piquard, 1950-1953
- Georges Collon, 1953-1959
- Norbert Schuller, 1959-1974
- Jean Sansen, 1975-1978
- Lily Greiner, 1978-1988
- Michel Boisset, 1988-1992
- Gérard Littler, 1992-2002
- Bernard Falga, 2002-2005
- Catherine Donnadieu, octobre-décembre 2005 (par intérim)
- Albert Poirot, 2006-2015
- Alain Colas, depuis 2016

## Statut et organisation
La BNU est organisée par le décret no 92-45 du 15 janvier 1992 (modifié à plusieurs reprises, notamment par le décret no 2010-1069 du 8 septembre 2010 et par le décret no 2020-1166 du 23 septembre 2020). Elle a une mission à la fois internationale, nationale et régionale. 
Un conseil d'administration prend les décisions les plus importantes de la bibliothèque, notamment en matière de politique documentaire, de budget, de contrats et de règlement intérieur. Il est assisté d'un conseil scientifique. 
Le conseil d'administration comprend des membres de droit, des membres élus, des personnalités qualifiées et des représentants des usagers. 
Les membres de droit sont le directeur chargé de l'information scientifique et technique et des bibliothèques universitaires au ministère de l'Enseignement supérieur et de la Recherche, le secrétaire général du Conseil de l'Europe, les présidents de l'université de Strasbourg et de l'université de Haute-Alsace, le président de la Confédération européenne des universités du Rhin supérieur (EUCOR), le maire de Strasbourg, les présidents du conseil régional du Grand Est et de la collectivité européenne d'Alsace. Chacun des membres de droit peut se faire représenter. 
Les membres élus sont deux enseignants-chercheurs ou chercheurs de l'université de Strasbourg et cinq représentants du personnel (deux pour le personnel scientifique et trois pour le personnel technique et administratif). Trois représentants des usagers sont choisis, parmi les étudiants des universités pour deux d'entre eux, et par choix du conseil scientifique pour le dernier. Quatre personnalités qualifiées dans le domaine culturel, scientifique ou économique sont également désignées, deux par le directeur et deux cooptés par le conseil d'administration. 
Siègent en outre au conseil d'administration avec voix consultative le chef du collège « bibliothèques, documentation, livre et lecture publique » au sein de l'Inspection générale de l'Éducation, du sport et de la recherche, l'administrateur de la BNU, le secrétaire général, l'agent comptable, le contrôleur budgétaire de l'établissement et le directeur de la BU de l'université de Strasbourg.
Le recteur de l'académie de Strasbourg, recteur de région académique Grand Est, assiste aux séances du conseil d'administration, ou s'y fait représenter. 
Le directeur de la BNU est nommé pour un mandat de cinq ans, renouvelable une fois. Il s'agit actuellement d’Alain Colas, conservateur général des bibliothèques, nommé le 1er janvier 2016. Le directeur est assisté par un secrétaire général. 
Le ministère de l'Enseignement supérieur et de la Recherche exerce la tutelle de l'établissement. 
L'organisation interne s'appuie sur deux pôles principaux, un pôle « Services et collections » et un pôle « Partage, diffusion et réseaux » ainsi qu'un service « Ingénierie de projets, numérique et innovation », un secrétariat général et diverses missions.
Le projet d'établissement 2004-2008 prévoit de renforcer les collections pluridisciplinaires de sciences humaines et sociales ainsi que la vocation patrimoniale de l'établissement. Des coopérations sont également prévues avec les bibliothèques de la Communauté urbaine de Strasbourg.
Selon les termes de l'article 1er du décret no 92-45 du 15 janvier 1992, tel qu’issu des modifications apportées par le décret no 2020-1166 du 23 septembre 2020, la bibliothèque est associée à l'université de Strasbourg, au sens des dispositions de l'article L. 718-16 du code de l'éducation. Une convention précise les modalités de cette association. En 2013 la BNU avait signé un contrat de site avec les universités de Strasbourg et de Haute-Alsace et l’INSA de Strasbourg, pour réunir ces institutions sous le nom « Université de Strasbourg ».

## Collections physiques
Les collections de la BNU, particulièrement riches, sont évaluées désormais à plus de 3,3 millions de documents imprimés et la positionnent comme la deuxième bibliothèque de France en termes numériques et la première de l'Enseignement supérieur et de la Recherche. Au côté de l'imprimé, la bibliothèque possède des fonds patrimoniaux remarquables :
- première collection française en bibliothèque de papyrus avec plus de 5 200 documents dont le désormais célèbre Empédocle de Strasbourg
- un fonds exhaustif d'ostracon
- un cabinet numismatique que la Ville de Strasbourg a placé sous la bonne garde de l'établissement
- 6 700 manuscrits (parmi lesquels on recense des œuvres inédites de Goethe, de Hans Arp, la fameuse collection de la Mystique rhénane, une Cité de Dieu de Saint Augustin richement enluminée, etc., etc.)
- des bibliothèques privées, comme celle du comte Joseph Arthur de Gobineau
- 2 300 incunables.

La reconstitution des fonds à partir de 1871-72 a, bien évidemment, sensiblement orienté leur nature et continue d'orienter actuellement, peu ou prou, les acquisitions onéreuses contemporaines. En 1918, plus de 60 % des documents étaient en langue allemande (sur 1,1 million d'ouvrages à l'époque). Aujourd'hui, la bibliothèque est la première bibliothèque de sciences humaines et sociales en France et la première pourvoyeuse du prêt entre bibliothèques en France dans ce domaine.
L'établissement a maintenu ses axes de développement documentaire et peut s'enorgueillir aujourd'hui d'être pôle d'excellence pour les sciences religieuses et l'aire culturelle germanique : ce titre lui est reconnu puisque la bibliothèque est à la fois pôle associé de la Bibliothèque nationale de France et CADIST pour ces deux domaines. Si le régime particulier de l'Alsace-Moselle peut expliquer qu'au XXIe siècle ce soit une bibliothèque strasbourgeoise qui assume les responsabilités documentaires concernant les sciences religieuses, il ne faut néanmoins pas négliger, pour comprendre l'apparition de ce pôle d'excellence français, la démarche universitaire allemande de la fin du XIXe siècle qui tendait à encourager fortement les études en théologie et en civilisation.

Un fonds de vulgarisation scientifique et d'histoire des sciences et des techniques existe depuis 1992, « permettant d'alimenter la réflexion et la recherche dans des domaines variés : sciences et éthique, sciences et religions, sciences et société, développement durable, écologie, zoologie, climatologie, biologie, informatique... » La BNU disposait en 2010 d'une collection de plus de 12 000 ouvrages de vulgarisation scientifique et médicale, ainsi que d'abonnements à 44 périodiques imprimés et à 62 revues électroniques.
Aux côtés des sciences religieuses et de l'aire culturelle germanique, la BNU est porteuse de pôles documentaires d'exception : l'Alsace, les questions européennes, les arts, l'Antiquité.
Attributaire du dépôt légal imprimeur pour les documents imprimés dans la région Alsace, la BNU a vocation à rassembler la documentation la plus exhaustive sur la région. Cette source d'acquisitions contribue clairement à maintenir le caractère encyclopédique des collections modernes. Les Alsatiques sont un élément non négligeables de l'identité de cet établissement, conservatoire de la mémoire de l'écrit du pays rhénan.
Le dépôt légal est aussi une opportunité pour la bibliothèque de poursuivre l'enrichissement d'une vaste collection iconographique, complétée grâce à plusieurs achats et dons au cours des trente dernières années.
Au point de vue numérique, les acquisitions annuelles toutes origines confondues correspondent à 25 000 documents soit environ 1,25 km linéaires. L'accroissement naturel des collections est bien sûr pris en compte dans le projet BNU Nouvelle puisque des espaces sont réservés à cet effet dans le bâtiment 9, rue Fischart.

## Collections numériques
Engagée depuis longtemps dans une démarche de numérisation des collections uniques et précieuses, la BNU est un partenaire-contributeur de plusieurs projets : portail Alsatica, Europeana, etc.
Pôle d'excellence pour l'Alsace, la bibliothèque propose une vaste collection iconographique en ligne regroupant affiches, photographies, cartes postales, gravures, ...
Parmi les programmes de numérisation achevés ou en cours, citons notamment les journaux de tranchées de la Première Guerre mondiale en étroite collaboration avec la Bibliothèque nationale de France et la Bibliothèque de documentation internationale contemporaine, la presse protestante francophone du XIXe siècle (dans le cadre du partenariat avec la Bibliothèque nationale de France, les documents de la Première Guerre mondiale dans le cadre du projet Europeana 1914-1918 amorcé par la bibliothèque d'État de Berlin. Le portail Numistral est la bibliothèque numérique patrimoniale du site universitaire alsacien. Ouvert en octobre 2013 comme bibliothèque numérique patrimoniale de la Bibliothèque nationale et universitaire de Strasbourg (Bnu), il a évolué pour devenir, dans le cadre du contrat de site alsacien 2013-2017, le portail d’accès aux collections documentaires numérisées des établissements d’enseignement supérieur et de recherche alsaciens (Bnu, Université de Haute Alsace et Université de Strasbourg), ainsi que de leurs partenaires.
Depuis 2020, la bibliothèque a signé une convention avec l'association Wikimédia France et s'engage sur l'enrichissement et la libre diffusion des savoirs autour du patrimoine alsatique. Elle intègre ainsi les projets GLAM (pour Galleries, Libraries, Archives and Museums) de l'association. 

## Accès
Le site est desservi par les lignes B, C, E et F du tramway de Strasbourg, arrêt République.